# Радченко, Владимир Григорьевич (литературовед)
Владимир Григорьевич Радченко (укр. Володи́мир Григо́рович Ра́дченко; 10 апреля 1916, с. Черкас, Киевская губерния, Российская империя (ныне Белоцерковский район, Киевской области, Украины) — 19 мая 1969, Киев, УССР) — украинский советский литературовед, писатель

, критик.

## Биография
Из крестьян.
До начала Великой Отечественной войны обучался в Харьковском университете. После окончания войны завершил обучение. В 1947 году окончил филологический факультет Киевского госуниверситета.
Работал в Институте литературы АН Украинской ССР. Член Союза писателей Украины с 1958 года.
Соавтор работ «Очерки истории украинской советской литературы» (1954) и «Истории украинской литературы» (1956), автор монографии о писателе и публицисте А. А. Гаврилюке «Бессмертие борца» (1956).